# Mexikó az 1988. évi téli olimpiai játékokon
Mexikó a kanadai Calgaryban megrendezett 1988. évi téli olimpiai játékok egyik részt vevő nemzete volt. Az országot az olimpián 4 sportágban 11 sportoló képviselte, akik érmet nem szereztek.

## Alpesisí
Férfi
| Versenyző              | Versenyszám            | 1. futam       | 1. futam       | 2. futam      | 2. futam      | Összesítés | Összesítés |
| Versenyző              | Versenyszám            | Idő            | Hely.          | Idő           | Hely.         | Idő        | Helyezés   |
| ---------------------- | ---------------------- | -------------- | -------------- | ------------- | ------------- | ---------- | ---------- |
| Alex Christian Benoit  | Műlesiklás             | 1:18,77        | 53.            | 1:04,38       | 34.           | 2:23,15    | 37.        |
| Alex Christian Benoit  | Óriás-műlesiklás       | 1:22,35        | 67.            | 1:19,10       | 57.           | 2:41,45    | 57.        |
| Alex Christian Benoit  | Szuperóriás-műlesiklás |                |                |               |               | 2:05,80    | 49.        |
| Patrice Martell        | Óriás-műlesiklás       | idő ismeretlen | idő ismeretlen | nem ért célba | nem ért célba | kiesett    | kiesett    |
| Patrice Martell        | Szuperóriás-műlesiklás |                |                |               |               | 2:10,69    | 53.        |
| Carlos Pruneda         | Műlesiklás             | 1:41,94        | 66.            | nem ért célba | nem ért célba | kiesett    | kiesett    |
| Carlos Pruneda         | Óriás-műlesiklás       | nem ért célba  | nem ért célba  | kiesett       | kiesett       | kiesett    | kiesett    |
| Hubertus von Hohenlohe | Lesiklás               |                |                |               |               | 2:12,58    | 43.        |
| Hubertus von Hohenlohe | Műlesiklás             | 1:07,36        | 43.            | 1:00,57       | 30.           | 2:07,93    | 30.        |
| Hubertus von Hohenlohe | Óriás-műlesiklás       | 1:18,86        | 62.            | 1:15,71       | 51.           | 2:34,57    | 52.        |
| Hubertus von Hohenlohe | Szuperóriás-műlesiklás |                |                |               |               | 1:56,03    | 42.        |

| Versenyző              | Versenyszám | Lesiklás | Lesiklás | Lesiklás | Műlesiklás | Műlesiklás | Műlesiklás | Műlesiklás | Műlesiklás | Műlesiklás | Műlesiklás | Összesítés | Összesítés |
| Versenyző              | Versenyszám | Lesiklás | Lesiklás | Lesiklás | 1. futam   | 1. futam   | 2. futam   | 2. futam   | Össz.      | Össz.      | Össz.      | Összesítés | Összesítés |
| Versenyző              | Versenyszám | Idő      | Pont     | Hely.    | Idő        | Hely.      | Idő        | Hely.      | Idő        | Pont       | Hely.      | Pont       | Helyezés   |
| ---------------------- | ----------- | -------- | -------- | -------- | ---------- | ---------- | ---------- | ---------- | ---------- | ---------- | ---------- | ---------- | ---------- |
| Hubertus von Hohenlohe | Összetett   | 1:57,42  | 116,12   | 41.      | kizárták   | kizárták   | kiesett    | kiesett    | kiesett    | kiesett    | kiesett    | kiesett    | kiesett    |

## Bob
| Versenyző                       | Versenyszám | 1. futam | 1. futam | 2. futam | 2. futam | 3. futam | 3. futam | 4. futam | 4. futam | Összesítés | Összesítés |
| Versenyző                       | Versenyszám | Idő      | Hely.    | Idő      | Hely.    | Idő      | Hely.    | Idő      | Hely.    | Idő        | Helyezés   |
| ------------------------------- | ----------- | -------- | -------- | -------- | -------- | -------- | -------- | -------- | -------- | ---------- | ---------- |
| Jorge Tamés José Tamés          | Kettes      | 1:01,58  | 40.      | 1:02,39  | 38.      | 1:03,44  | 37.      | 1:02,67  | 36.      | 4:10,08    | 36.        |
| Roberto Tamés Luis Adrián Tamés | Kettes      | 1:01,56  | 39.      | 1:01,84  | 37.      | 1:03,76  | 38.      | 1:02,93  | 38.      | 4:10,09    | 37.        |

## Műkorcsolya
| Versenyző            | Versenyszám  | Kötelező elemek   | Kötelező elemek | Kötelező elemek | Rövid program     | Rövid program | Rövid program | Kűr               | Kűr     | Kűr         | Összesítés         | Összesítés |
| Versenyző            | Versenyszám  | Több. hely. száma | Hely.           | Hely. pont.     | Több. hely. száma | Hely.         | Hely. pont.   | Több. hely. száma | Hely.   | Hely. pont. | Helyezési pontszám | Helyezés   |
| -------------------- | ------------ | ----------------- | --------------- | --------------- | ----------------- | ------------- | ------------- | ----------------- | ------- | ----------- | ------------------ | ---------- |
| Riccardo Olavarrieta | Férfi egyéni | 9×28+             | 28.             | 16,8            | 5×26+             | 26.           | 10,4          | kiesett           | kiesett | kiesett     | kiesett            | kiesett    |
| Diana Encinas        | Női egyéni   | 5×28+             | 28.             | 16,8            | 9×31+             | 31.           | 12,4          | kiesett           | kiesett | kiesett     | kiesett            | kiesett    |

## Sífutás
Férfi
| Versenyző       | Versenyszám | Eredmény  | Helyezés |
| --------------- | ----------- | --------- | -------- |
| Roberto Alvárez | 15 km       | 1:01:26,4 | 84.      |
| Roberto Alvárez | 30 km       | 2:09:34,8 | 85.      |
| Roberto Alvárez | 50 km       | 3:22:25,1 | 61.      |